# All You Need is Blood
All You Need Is Blood és una pel·lícula de comèdia de terror estatunidenca del 2023 escrita i dirigida per Cooper Roberts i protagonitzada per Mena Suvari, Eddie Griffin i Logan Riley Bruner. La pel·lícula segueix a Bucky, un jove de 16 anys, un aspirant a cineasta adolescent que té el protagonista perfecte per a la seva pel·lícula de zombis: el seu pare no mort.

## Repartiment
- Logan Riley Bruner com a Bucky Le Boeuf, un director aspirant a 16 anys que busca fer la propera obra mestra d'art.
- Mena Suvari com a Vivian Vance, una actriu acabada amb un sentit de l'estil tan hortera com la dona d'un mafiós, l'estrella de la pel·lícula de Bucky.
- Eddie Griffin com el detectiu Moses T. Swan, intel·ligent com una guineu amb una forta actitud religiosa.
- Emma Chasse com a June, una adolescent gòtica amb una intensa por escènica, s'uneix a la producció de Bucky com a teràpia d'exposició per la seva por a les càmeres.
- Neel Sethi[2] com a Vishnu Gudi, lleial soci criminal de Bucky.
- Tom O'Keefe com a Walter Le Boeuf, el pare alcohòlic de Bucky, emocionalment inestable, que es converteix en un zombi.

## Producció
El gener de 2023, es va anunciar que el rodatge s'acabava a Nova Jersey.

## Llançament
La pel·lícula es va estrenar al LVI Festival Internacional de Cinema Fantàstic de Catalunya de 2023.
La pel·lícula es va estrenar virtualment a l'aplicació Kino el 12 d'octubre de 2024, abans d'aconseguir una estrena limitada a les sales i VOD el 25 d'octubre de 2024.

## Recepció
A la seva ressenya a Film Threat, Terry Sherwood la va valorar amb una puntuació de 8/10 dient que la pel·lícula té "molta sang, acció i diàlegs enginyosos".
Connor Lightbody de Movies We Texted About va donar a la pel·lícula una nova qualificació i va escriure: "Una pel·lícula animada que troba el seu pas des d'hora i manté el ritme fins que arriba a un final gonzo, escamós i, finalment, bastant dolç".
Dan Scully de Scully Vision va donar una crítica positiva a la pel·lícula i va escriure: "És el tipus de pel·lícula que et fa voler fer una pel·lícula pròpia, no sols perquè recorda els records de projectes creatius d'adolescents, sinó perquè és una pel·lícula sobre com el procés en si és la recompensa".
Corey Newell de Sandbox Movie Reviews va donar a la pel·lícula 5 de 5 estrelles i va escriure: "En general, la pel·lícula és un bon canvi de ritme de totes les pel·lícules de terror fosques i lúgubres que són un centau cada dotzena en aquesta època de l'any. No t'equivoquis, tot i que m'encanta tot, és agradable prendre's una mica de descans i gaudir d'alguna cosa una mica menys greu durant la temporada de Halloween. Sobretot al voltant del temps d'eleccions i amb tots els altres esdeveniments estressants del món ara. Felicitats al director i al repartiment per fer alguna cosa que valgui la pena, original i lleugera sense oblidar-nos de donar-nos tots els tropes de terror habituals dels que tant gaudim. M'ha agradat molt aquesta pel·lícula i si us agrada les comèdies de terror, aquesta hauria d'estar al capdavant de la vostra llista!"
Tina Kakadelis de Beyond the Cinerama Dome va dir "All You Need Is Blood és infecciosa, un zom drom que potser no té el pols d'un tecnicisme zombi, però que està ple de vida."